# Língua abellen
'Abellen, Abenlen, Aburlin,  ou Ayta Abellen,  é uma língua Sambálica com cerca de 3.500 falantes em algumas comunidades Aeta na província Tarlac das Filipinas Ayta Abellen é bastante relacionada com 5 outras línguas sambálica-aytas e também com a língua botolan, um dialeto  Sambal.

## História

### Antiga
O povo de Ayta Abellen é historicamente semi-nômade. Também conhecidos como Negritos, diz-se que são descendentes dos primeiros habitantes das Filipinas, datando da época do Pleistoceno. Os Ayta Abellen são distinguíveis pelo seu cabelo preto encaracolado e tom de pele mais escuro em comparação com outros filipinos.. Como sua língua é semelhante às Austronésias, há uma teoria de migração austronésica que teria ocorrido, aliás, houve duas migrações diferentes, uma da costa sul da Sondalândia para o leste e de Wallacea para Mindanao, fazendo com que houvesse uma separação entre o povo Ayta e o Lumad - Mamanwa por cerca de 20 a 30 mil anos. Antes da migração austronésia, não havia muita semelhança entre as línguas originais dos Negritos.

### Moderna
Após a erupção do monte Pinatubo na década de 1990, alguns dos Ayta Abellen deslocaram-se das montanhas e se misturaram com o povo local, os Ilocanos. Assim, há termos do Ilocano na língua Abellen. Muitos da população também falam o Ilocano como segunda língua junto com Tagalo também. Os Ayta pessoas dependem de recursos naturais, no entanto, devido à diminuição das florestas, tornou-se mais difícil sustentar esse estilo de vida. Esse problema, juntamente com doenças, e seu afastamento dos centros de saúde modernos estão correlacionados com a maior taxa de mortalidade em comparação com a taxa de natalidade no povo da ertnia
Atualmente, os professores da Universidade Estadual de Elizabeth, John Luton e Jose Gil, estão ajudando a Aliança Global Wycliffe a traduzir a Bíblia para o Abellen na esperança de preservar a língua. O processo de tradução também é auxiliado por um missionário e linguista, Robert Stone, que está no campo. O texto é traduzido primeiro do Ayta Abellen para o inglês simples, que é então verificado nos Estados Unidos para as versões em Hebraico e Grego da Bíblia, e depois, traduzido de volta em Ayta Abellen.

## Localização
Os falantes de Abellen Ayta estão nos seguintes locais:
- Maamot, San Jose, Tarlac].[7]
- Estação Juliana, Mayantoc, Tarlac.[7]
- Capas, Tarlac.[7]
- Sitio Loob-Bunga, barangay Poon Bato, Botolan, Zambales.

## Escrita
Ayta Abellen é escrita com o alfabeto latino. O Ilocano é a segunda língua de muitos falantes do Abellen, por ser língua franca da região onde habitam, enquanto  a língua tagalo é a língua nacional das Filipinas. Pessoas estão tentando transcrever e documentar o Abellen de modo similar ao de Tagalo e Ilocano. 
Muitos dos hinários usados nessa área estão escritos em Botolan de Sambal, desse modo também se tenta fazer a ortografia de Ayta Abellen em conformidade com Botolan.

## Fonologia
| Fonemas | Ortografia |
| /p/     | P          |
| /b/     | B          |
| /t/     | T          |
| /d/     | D          |
| /k/     | K          |
| /g/     | G          |
| /?/     |            |
| /h/     | H          |
| /m/     | M          |
| /n/     | N          |
| /N/     | Ng         |
| /l/     | L          |
| /w/     | W          |
| /y/     | Y          |
| /i/     | I          |
| /a/     | A          |
| /a/     | Ā          |
| /«/     | E          |
| /o/     | O          |

Além disso, s, r, c (for [k]), j, dentre outros fonemas são usados para palavras e nomes de origem estrangeira. Em Sambal e Ayta languages, a oclusiva glotal tende a substituir a não-obstruente do final de palavra quando precedida por vogal central fechada e tônica.
Retrievehttp://infoweb.newsbank.com/resources/doc/nb/news/11EB9DCC10BE7020?p=AWNB</ref>

## Estrutura
Ayta Abellen compartilha a mesma estrutura de sentença Verbo-Sujeito-Objeto com outras línguas das Filipinas. Compartilha uma fonologia semelhante com outros dialetos Ayta, assim como com Sambal Botolan. Não só compartilha um sistema de pronomes idênticos com outras línguas Sambálicas, mas entre outras línguas Ayta, é cerca de 70% similar. A língua tem característica V (consoante e vogal) e também CVC, embora, por vezes, seja ambiguamente VC e somente V. A deleção de vogal, assim como a exclusão consonantal, são evidentes quando as palavras são combinadas. A localização da tonicidade pode ser imprevisível. As palavras bi ou trissilábicas têm acentuação primária, enquanto as palavras com mais de três sílabas têm também um estresse secundário. No entanto, a sufixação também causa uma mudança no posicionamento da tonicidade.

## Amostra de texto
•	Malyo kitawo mabekah ha kabatowan
(Nós vamos tomar banho amanhã no rio)
•	Mangaget ako nin mangga, bayabah, boy pantol mabokah
(Eu trarei mangga, bayabas e santol amanhã)
•	Oli ha hinabi mo, nakew ako ha baytan
(Por causa do que você disse, eu fui para a montanha)